# Deutsches Informationszentrum Kulturförderung

Logo

Das Deutsche Informationszentrum Kulturförderung (DIZK) war eine Internetdatenbank zur Kunst- und Kulturförderung.

## Projekt
Das Deutsche Informationszentrum Kulturförderung (www.kulturfoerderung.org) war eine Initiative der Kulturstiftung der Länder, die sie als Projektträger 2003 gemeinsam mit dem Bundesverband Deutscher Stiftungen und dem Kulturkreis der Deutschen Wirtschaft im Bundesverband der Deutschen Industrie startete. Seit dem 8. Juli 2008 war der Bundesverband Deutscher Stiftungen Träger des DIZK.
Das Ziel der in Berlin ansässigen Gemeinschaftsinitiative, eine zentrale Anlaufstelle einzurichten, die Informationen über private und öffentliche Fördermöglichkeiten für Kunst und Kultur bereitstellt und vermittelt, wurde 2006 erreicht. Am 1. Dezember 2006 schaltete der damalige niedersächsische Ministerpräsident Christian Wulff die Internet-Datenbank des DIZK frei. Die Informationsstelle bot im Internet einen Überblick über Kunst und Kultur fördernde Organisationen, vorrangig Stiftungen.
Der Aufbau des DIZK wurde durch die Kulturstiftung des Bundes, die Robert Bosch Stiftung, die Adolf Würth GmbH & Co. KG und die Deutsche Bank Stiftung gefördert. Das Portal wurde am 15. Juni 2017 eingestellt.

## Informationsangebot
Das Informationsangebot über private und öffentliche Förderer von Kunst und Kultur war in einer Internet-Datenbank (deutsch/englisch) zusammengefasst, die online kostenlos abgefragt werden konnte.  Der ca. 3.500 Datensätze umfassende Bestand informierte vorwiegend über deutsche Stiftungen, die Kunst und Kultur unterstützen. Gleichzeitig wurden internationale Fördereinrichtungen erfasst.

## Kooperationen
Seit Beginn bestand eine arbeitsteilige Zusammenarbeit mit der von der Bundesregierung geförderten Online-Ausgabe von "Handbuch der Kulturpreise". Auf europäischer Ebene kooperierte das DIZK mit dem von der European Cultural Foundation in Amsterdam getragenen LabforCulture, einer Informations- und Kommunikationsplattform für grenzüberschreitende Kunst- und Kulturarbeit in Europa. 